# Melville Beach
Melville Beach is een plaats (village) in de Canadese provincie Saskatchewan en telt 16 inwoners (2001).